# Hauptstraße C18

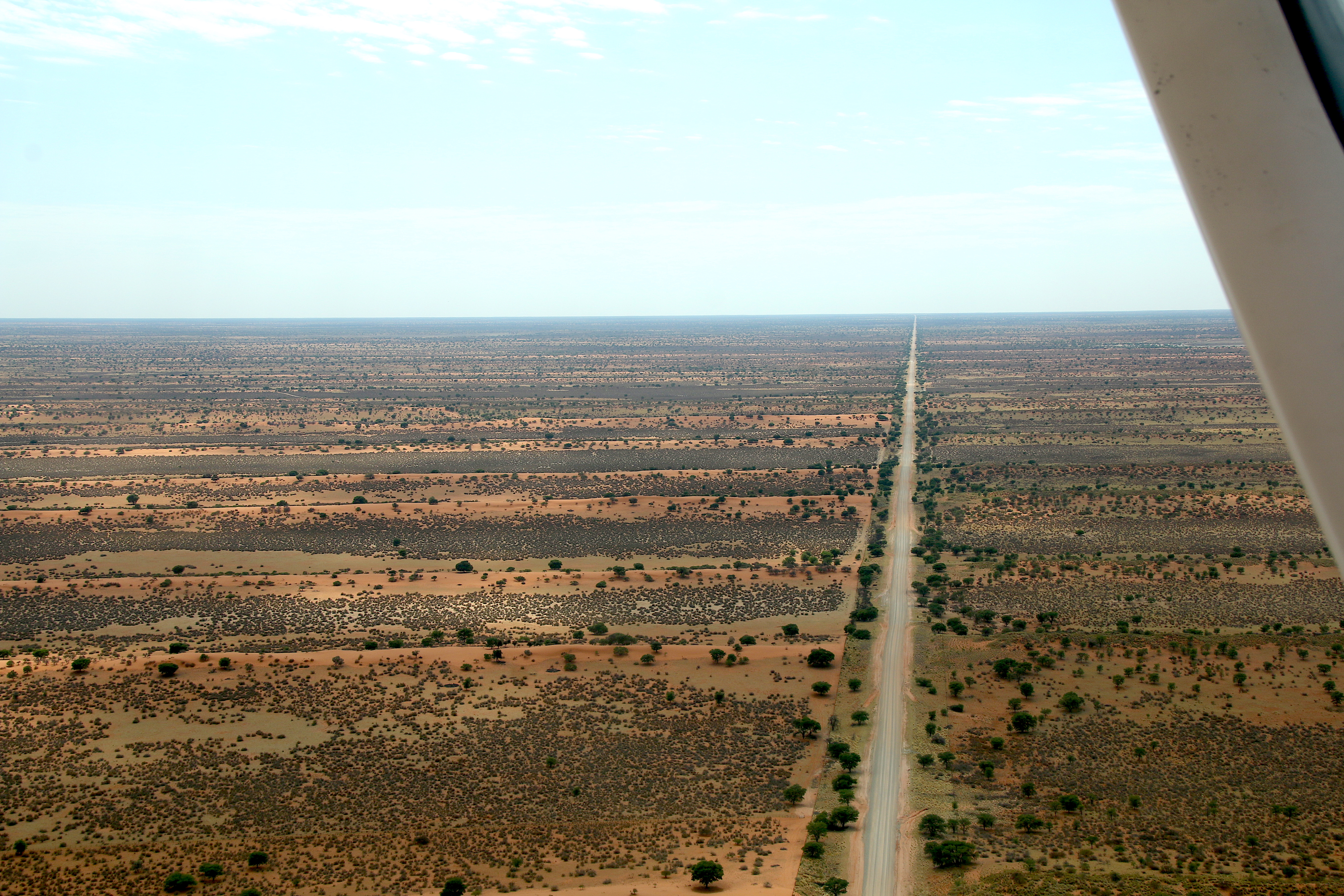
Die C18 führt schnurgerade durch die Hardap Region

Die Hauptstraße C18 im Südosten Namibias zweigt bei Gibeon von der Nationalstraße B1 ab und führt in östlicher Richtung, via Gochas, wo sie die Hauptstraße C15 kreuzt, bis an den Nossob. Ab Gochas Richtung Osten wird die Straße auch M32 genannt.